# Il viaggio di Capitan Fracassa
Il viaggio di Capitan Fracassa è un film del 1990, diretto da Ettore Scola, interpretato da Massimo Troisi e scritto da Ettore Scola, Silvia Scola, Vincenzo Cerami e Fulvio Ottaviano. Ispirato al celebre romanzo di Théophile Gautier, Il Capitan Fracassa, il film fu presentato al 41º Festival internazionale del cinema di Berlino.

## Trama
Durante una tempesta, una sgangherata compagnia teatrale itinerante, per ripararsi dalla pioggia, chiede ospitalità bussando al portone del castello dei Sigognac, in Guascogna; all'interno del maniero, quasi completamente spoglio, gli attori troveranno solamente un cane, un ragazzino viziato e timoroso, il Barone di Sigognac, e il suo vecchio servo Pietro. Quest'ultimo, fatti accomodare i teatranti per la notte, racconta loro del perché di tale indigenza: i defunti genitori del giovane Barone, quand'erano in vita sperperarono tutto il patrimonio di famiglia, lasciando il ragazzo orfano e povero; l'unico servitore a non averlo abbandonato è lui, che lo ha sempre accudito con affetto. Pietro chiede un favore ai teatranti: essendo loro in viaggio per Parigi, dovranno condurre il giovane Barone dallo zio, grande amico del Re a cui salvò la vita in battaglia molti anni prima; in questo modo, il ragazzo potrebbe vivere di nuovo nel lusso e sarebbe così salvato da un futuro miserabile. Come ricompensa, sicuramente la compagnia avrà l'onore di potersi esibire davanti alla corte reale: tale prospettiva appare molto allettante per tutti gli attori, che decidono di accettare la proposta di Pietro e di accollarsi il giovane Barone. All'indomani, prima della partenza, Pulcinella, attore e tuttofare della compagnia, riceve in segreto dal vecchio Pietro 100 scudi d'oro, tutti i suoi risparmi, perché durante il viaggio vegli sul ragazzo, che è ingenuo e non conosce niente del mondo.
Inizia così l'avventura del giovane ed inesperto Barone e della compagnia teatrale, nella quale il ragazzo scopre prima l'amore (rispettivamente prima con la bella e matura Serafine e poi per la giovane Isabella) e poi la passione per la recitazione; il ragazzo, infatti, finirà per prendere il posto di Matamoro, macilento attore zio di Isabella deceduto per stenti, dando vita all'esilarante personaggio di Capitan Fracassa. La sua storia d'amore, invece, sarà alquanto sfortunata: entrato in conflitto con un facoltoso Duca invaghitosi di Isabella, si scontrerà in duello contro il nobile, rimanendo gravemente ferito; a malincuore, Isabella si offrirà al Duca a patto che esso risparmi la vita del suo innamorato.  Ritrovato da Pulcinella, il ragazzo rimarrà per ben quattro giorni in bilico tra la vita e la morte; mentre Serafine (che si scopre innamorata di lui) lo veglia instancabilmente sperando in un miracolo, a salvarlo sarà il buon Pulcinella, il quale userà i 100 scudi donatigli da Pietro per chiamare un illustre cerusico in grado di salvare la vita al Barone. Grazie all'intervento del medico, il Barone guarisce e, ispirato, scrive una nuova commedia, basata sulla versione romanzata della propria vita fino al momento del suo ferimento, portando nuova linfa alla vecchia compagnia. Tre mesi dopo, durante le prove generali, gli attori vengono raggiunti da Isabella; la ragazza, divenuta un'elegante gentildonna ospite del Duca, fa capire al giovane Barone che la sua infatuazione verso di lui è finita ed ora sente di amare il Duca; dopo che la ragazza se ne va con il nobile, la compagnia teatrale riprende il viaggio verso Parigi. Nel finale, che si svolge fuori dalle mura del castello di Parigi, dove gli attori recitano non per il Re ma per il popolo, si assiste ad un nuovo, ultimo atto della commedia scritta dal Barone, in cui si capisce che cos'è successo: il Re, non riconoscendo la versione raccontata dal vecchio servo Pietro, non ha accolto a corte il ragazzo, a cui non è rimasto altro che rimanere con la compagnia come attore.

## Produzione

Troisi scherza con Scola sul set del film

Il funzionario televisivo Sergio Reggiani fu il primo a considerare l'ipotesi di realizzare un nuovo adattamento cinematografico del romanzo francese Le Capitaine Fracasse (Il Capitan Fracassa) di Théophile Gautier. Il regista Ettore Scola prese a cuore il romanzo di Gautier e nel 1990 iniziò la lavorazione del film. Decise di girarlo in Francia, lontano dall'Italia (dove era stato da poco protagonista di una polemica che lo accusava di stigmatizzare il sistema delle interruzioni pubblicitarie e di intascare i benefici). In origine il film avrebbe dovuto esser girato per gran parte in esterni, riadattando ambienti reali, come l'Abbazia di Poitiers. A questo scopo Giorgio Scotton e Luciano Ricceri effettuarono una serie di sopralluoghi in Francia e sulle Alpi, valutando possibili location sulle Prealpi intorno a Brunico e nei luoghi dov'era stato girato La più bella serata della mia vita. Ma l'amore del regista per la concentrazione degli spazi, sospinse il progetto verso un allestimento scenografico in studio. Così l'intera pellicola fu girata nel teatro numero 5 di Cinecittà, quello usato molte volte da Federico Fellini per le sue pellicole.
Con questa pellicola Scola tornò all'amata formula del racconto picaresco, che segue le disavventure e gli incontri vissuti da un ristretto numero di personaggi nel corso di un rocambolesco itinerario. Le scenografie del film davano l'impressione di un "teatro nel teatro" con gli esterni con sfondi dipinti e gli interni tipici delle ambientazioni teatrali. Più di ottanta grandi unità vennero costruite e disposte fuori scena. Luciano Ricceri ricordò che, per una sequenza poi esclusa in fase di montaggio, venne ricostruito anche il porto di La Rochelle.
Per vestire i guitti girovaghi protagonisti, il regista richiese la collaborazione di una costumista con la quale non aveva mai lavorato prima d'allora e che, a sua volta, non aveva mai messo mano ad un film, la napoletana Odette Nicoletti, storica collaboratrice del musicologo e regista Roberto De Simone.
La sceneggiatura della pellicola venne scritta da Vincenzo Cerami, Fulvio Ottaviano, Silvia Scola, figlia del regista. La sceneggiatura aveva trasformato il libro di Gautier in un romanzo di formazione, puntando tutto sull'innamoramento per il teatro del giovane e squattrinato barone Sigognac. Protagonista di questa educazione sentimentale, che nobilitava un giovane più o meno incolto, era Vincent Pérez, uno dei tre grandi nomi francesi di un cast misto, che annoverava anche Emmanuelle Béart e Jean-François Perrier. Scola riservò il personaggio di Pulcinella a Massimo Troisi. Con questo ruolo si concluse la loro collaborazione, iniziata con Splendor e proseguita con Che ora è, entrambi del 1989. L'interpretazione di Troisi assume un ruolo rilevante proprio per la sua formazione teatrale ma anche perché intorno a questo personaggio si svolge tutta la narrazione: lui è il narratore, lui scioglie il finale con la salvezza di Sigognac, e così via. Quindi, anche se Troisi non è il personaggio principale, nella realtà è il personaggio che opera al di sopra degli altri.
Il budget del film fu di quindici miliardi di lire.

## Distribuzione
Il viaggio di Capitan Fracassa venne presentato al 41º Festival internazionale del cinema di Berlino, dove sfiorò l'Orso d'oro.

### Data di uscita
Le date di uscita cinematografiche internazionali del film sono state:
- Italia: Il viaggio di Capitan Fracassa, 31 ottobre 1990
- Francia: Le voyage du capitaine Fracasse, 8 maggio 1991
- Germania: Die Reise des Capitan Fracassa, 5 settembre 1991
- Ungheria: 12 marzo 1993
- Spagna: El viaje del capitán Fracassa, 2 febbraio 1996

## Critica
Puntando su una atmosfera favolistica ed una cornice d'intorno molto vivida, Scola costruì un film convincente, enigma in bilico tra realtà e finzione scenica. Il Pulcinella di Troisi risultò essere uno dei personaggi più scolpiti e compiuti dell'attore partenopeo.

## Riconoscimenti
- 1991 - David di Donatello
  - miglior fotografia a Luciano Tovoli
  - miglior scenografia a Paolo Biagetti e Luciano Ricceri
  - Candidatura per il migliore musicista a Armando Trovajoli
  - Candidatura per il migliore costumista a Odette Nicoletti
- 1991 - Centro di Ricerca per la Narrativa e il Cinema di Agrigento
  - Efebo d'oro
- 1991 - Ciak d'oro
  - Migliori costumi a Odette Nicoletti[8]